# 希莫德
希莫德，是匈牙利杰尔-莫雄-肖普朗州所辖的一个村。总面积22.70平方公里，总人口605，人口密度26.7人/平方公里（2011年1月1日）。